# PSR J0740+6620

PSR J0740+6620 est une étoile à neutrons dans un système binaire avec une naine blanche, situé à 4 600 années-lumière dans la direction de la constellation de la Girafe. Il a été découvert en 2019 par des astronomes utilisant le télescope de Green Bank, en Virginie occidentale, aux États-Unis, et a été confirmé comme étant un pulsar milliseconde à rotation rapide. 
En 2019, elle fait partie des étoiles à neutrons les plus massives jamais observées, avec une masse de 2,14+0,10
 −0,09 fois celle du Soleil, la plaçant près du maximum théorique. Sa masse fut calculée via l'effet Shapiro de sa compagne naine blanche lors de son passage edge-on par rapport à la Terre.
Alors que la plupart des étoiles à neutrons mesurent généralement environ 10 kilomètres de diamètre, la taille de PSR J0740+6620 est estimée à 30 kilomètres, puis tombe à 24,78 km selon une dernière étude qui se base sur l’analyse de ses points chauds grâce à l’instrument Nicer (Neutron Star Interior Composition Explorer) de la NASA.